# Cecil Baugh
Cecil Baugh es el más célebre ceramista de Jamaica (1908 – 28 de junio de 2005), 

## Vida y obra
Nacido en Bangor Ridge, Portland, Jamaica en el año 1908.
Alistado en el ejército británico durante la Segunda Guerra Mundial, luchó contra los  Afrika Korps alemanes en África del Norte. Durante este tiempo visitó Egipto donde conoció las cerámicas azules de Persia. 
Tras la guerra se traslada a Inglaterra, donde estudia con Bernard Leach y recibe una beca del Gobierno Británico.
Sus obras fueron entregadas como regalos oficiales del Gobierno jamaicano desde la década de 1950.
Fue uno de los fundadores de la Escuela Nacional de las artes de Jamaica.
Como profesor fue uno de los inspiradores de toda una nueva generación de pintores y escultores en las décadas de 1960 y 1970. 
Falleció a los 96 años el 28 de junio de 2005.